# Joseph Mauclair
Joseph Mauclair (Clichy, 9 de marzo de 1906 - Créteil, 5 de febrero de 1990), fue un ciclista francés. Fue profesional entre 1926 y 1936, y consiguió una quincena de victorias, entre la que destaca una etapa en el Tour de Francia de 1928. 

## Palmarés
1928
- 1.º en el Critérium des Aiglons
- Vencedor de etapa en el Tour de Francia

1930
- 1.º en la Sydney-Melbourne, más una etapa
- Vencedor de etapa en el Tour de Tasmania

1931
- Vencedor de etapa en la Vuelta a Alemania

1933
- 1.º en la Niça-Toulon-Niza y vencedor de 2 etapas
- 1.º en la París-Belfort

1935
- 1.º en la París-Sedan

1936
- 1.º en la París-Estrasburgo
- 1.º en la París-Belfort

1937
- - 1.º en la París-Nantes

### Resultados en el Tour de Francia
- 1928. 11.º de la clasificación general y vencedor de una etapa
- 1930. Abandona (9.ª etapa)
- 1931. 27.º de la clasificación general
- 1932. Abandona (5.ª etapa)
- 1935. 19.º de la clasificación general